# Cléopâtre de Jérusalem
Pour les articles homonymes, voir Cléopâtre.
Cléopâtre de Jérusalem est la cinquième épouse du roi de Judée Hérode le Grand et la mère de Philippe II. Elle a vécu au Ier siècle av. J.-C. pendant l'Empire romain. Le seul auteur qui en parle est Flavius Josèphe dans deux courtes mentions, dans deux listes généalogiques: une fois dans les Antiquités judaïques (XVII, I, 3) et une fois dans la Guerre des Juifs (I, XXVIII, 4), pour indiquer les deux fils qu'elle a eus avec Hérode.

## Les éléments disponibles à son sujet
On ignore à peu près tout de cette Cléopâtre. Elle a été appelée Cléopâtre de Jérusalem, pour la distinguer de Cléopâtre Séléné la fille que la reine grecque ptolémaïque Cléopâtre VII d'Égypte a eu avec Marc Antoine. Le fait que Flavius Josèphe la désigne comme étant « native de Jérusalem » ne veut pas dire qu'elle était juive. Elle paraît plutôt issue d'une famille phénicienne ou ituréenne hellénisée, comme l'indiquerait son nom,. Philippe aurait donc hérité de territoires en lien avec les origines de Cléopâtre. 
Elle a épousé Hérode en -25 et lui a donné deux enfants: Philippe le Tétrarque (ou Philippe II) qui est né vers -20 et Hérode II, né vers -18.
À la mort d'Hérode le Grand (-4), le territoire de son royaume a été partagé par Auguste entre trois des fils d'Hérode (Hérode Antipas, Hérode Archélaüs, Philippe II) ainsi que sa sœur Salomé. Philippe II a obtenu pour sa part « la Batanée, avec la Trachonitide et l’Auranitide, une partie de ce qu’on appela le domaine de Zénodore, ».
Cléopâtre survit à Hérode le Grand, mais l'histoire perd sa trace à ce moment. Ainsi, on ignore si elle a vécu dans le domaine de son fils et si elle s'est remariée.
Le domaine de Philippe a pour capitale Césarée de Philippe, appelée ainsi chez Flavius Josèphe comme dans les Évangiles, pour ne pas la confondre avec Césarée maritime. Elle s'appelait Panéas ou Banéas et Philippe la renomma Césarée, pour en faire sa capitale. Chez Flavius Josèphe ou Moïse de Khorène, cette ville est aussi appelée Panéas ou Baniyas, un nom que la ville actuelle située au pied du mont Hermon, à la limite nord du Golan, a conservé et qu'auprès des populations locales, elle n'a jamais perdu.
Son fils Philippe refonde Bethsaïde, au nord du lac de Tibériade, sous le nom de Julias en l'honneur de la fille d'Auguste.
Philippe meurt à Julias en 34, il se fait enterrer dans un somptueux tombeau. La date de la mort de Philippe le tétrarque est assez bien établie. Outre la mention de Flavius Josèphe qui la situe en 34, une monnaie frappée par Philippe en 33 (la 37e année de son règne), montre qu'il n'est pas mort avant cette date.
Il n'a pas d'héritier. Il s'était marié à sa jeune nièce Salomé fille d'Hérodiade et d'Hérode, fils d'Hérode le Grand et de Mariamne II. Salomé était probablement trop jeune pour avoir d'enfant. D'après Christian-Georges Schwentzel, elle « ne devait guère être âgée de plus de onze ou douze ans, à la mort de son premier époux. »